# マレーシア関係記事の一覧
マレーシア関係記事の一覧（マレーシアかんけいきじのいちらん）では、マレーシアに関係する記事の一覧を50音順にまとめた。
- マレー人ならびにマレーシア出身の人物についてはマレーシア出身者の一覧を参照。

## 英数字
- ASEAN

## あ行
- アンワル・イブラヒム

## か行
- 華僑
- 華人
- クアラルンプール
- クダ州
- クランタン州
- 元老院 (マレーシア) - マレーシア議会上院

## さ行
- サバ州
- サラワク州
- サルタン
- ジャウィ語
- ジャウィ文字
- サイドシラジュディン・サイドプトラ・ジャマルライル
- ジョブストリート
- ジョホール州
- ジョホールバル
- セパンサーキット

## た行
- 東南アジア
- 東南アジア諸国連合
- トレンガヌ州
- 代議院 (マレーシア) - マレーシア議会下院

## な行
- ヌグリ・スンビラン州

## は行
- パハン州
- 東アジア
- プトラジャヤ
- ブミプトラ政策
- ペナン
- ペナン州
- ペラ州
- ボルネオ島

## ま行
- マハティール・ビン・モハマド
- マラッカ王国
- マレーカレッジ
- マレー語
- マレーシア
- マレーシアグランプリ
- マレーシア標準時
- マレー半島
- ムスリム
- ムラカ州

## ら行
- ラブアン
- ルックイースト政策

## その他
- マレーシア海軍艦艇一覧
- マレーシアの国王
- マレーシアの国章
- マレーシアの国歌
- マレーシアの国旗
- マレーシアの政党
- マレーシアの世界遺産